# اتصال و پهلوگیری فضاپیما
|                        |  |                           |
| اتصال به ایستگاه فضایی |  | پهلوگیری با ایستگاه فضایی |

اتصال و پهلوگیری فضاپیما (به انگلیسی: Docking and berthing of spacecraft) عملی است که توسط فضاپیماها و ایستگاه‌های فضایی در فضا انجام می‌گیرد.
اتصال فضاپیما (به انگلیسی: Docking of spacecraft) به به‌هم پیوستن و اتصال دو فضاپیما یا یک فضاپیما و ایستگاه فضایی گفته می‌شود. 
پهلوگیری فضاپیما (به انگلیسی: berthing of spacecraft)، نیز نوعی اتصال است؛ با این تفاوت که گردونه‌های فضاپیما با استفاده از بازوی مکانیکی - به‌جای استفاده از نیروی محرکه - به ایستگاه فضایی متصل می‌شوند.